# Palazzo Maffei Marescotti
Der Palazzo Maffei Marescotti, auch unter den Namen Palazzo Estense oder Vecchio Vicariato geführt, ist ein großer Adelspalast in Rom im Stadtteil Pigna. Er befindet sich zwischen der Via dei Cestari und der Via della Pigna in unmittelbarer Nähe der Basilika Santa Maria sopra Minerva und des Pantheon. Seit 1906 ist er Teil der exterritorialen Besitzungen des Heiligen Stuhls.

## Geschichte
Im Auftrag des Kardinals Marcantonio Maffei entwarf um 1580 der römische Architekt Giacomo della Porta das heutige Bauwerk und ließ dazu einige Häuser der Adelsfamilie Porcari niederreißen, die seit spätestens 1468 im Umfeld des heutigen Palastes einige Residenzen hatte. Kardinal Maffei verstarb bereits 1583 und hinterließ den Bau unvollendet.
Der Palazzo erfuhr daraufhin eine wechselvolle Geschichte von vielen aufeinanderfolgenden Eigentümern: 1591 verkaufte ein Neffe des verstorbenen Kardinals den Palast an Camilla Peretti, eine Schwester Papst Sixtus V. 1605 trat Camilla Peretti den noch immer unvollendeten Bau um 29.000 Scudi an den Marchese Clemente Sannesio de Calutiis ab. 1621 wechselte das Bauwerk neuerlich den Besitzer und ging an den Neffen Papst Gregor XV., den Kardinal Ludovico Ludovisi. Dieser beauftragte den Architekten Gaspare de Vecchi mit Erweiterungsarbeiten, verstarb aber, bevor diese begonnen werden konnten. 1668 kaufte Herzog Francesco II. d’Este den Palast für 40.000 Scudi und berief den Architekten Mattia de Rossi für weitere Bauarbeiten. Nach Francescos Tod erbte ihn sein Onkel, Kardinal Rinaldo d’Este. Im Besitz der Este wurden umfangreiche Arbeiten im Piano nobile durchgeführt, sowie ein Stall für 24 Pferde und drei Abstellräume für die Karossen eingerichtet. 1714 ging der Palast an den Marchese Ottaviano Accaioli. 1746 erwarben der Graf Orazio und Monsignore Alessandro Marescotti für 56.000 Scudi den Palast und betrauten  Ferdinando Fuga mit Erweiterungsbauten. Der Palast verblieb mehr als ein Jahrhundert im Besitz der Familie Marescotti. 1865 wurde er für 75.000 Scudi an die Banca Romana verkauft. Der Architekt Antonio Sarti gab dem Bau im gleichen Jahr seine heutige Gestalt.
1906 erwarb der Heilige Stuhl den Palast und machte ihn zum Sitz der Diözesankurie (bzw. Vicariato di Roma). Seit Abschluss der Lateranverträge im Jahr 1929 hat das Gebäude exterritorialen Status und ist von Enteignung und Steuern befreit. Das Vicariato hat heute seinen Sitz im Lateranpalast, trotzdem ist dem Palazzo Maffei die Bezeichnung Vecchio Vicariato und die Privilegien verblieben. Derzeit sind verschiedene katholische Organisationen untergebracht, unter anderen das Römische Pilgerwerk und die Katholische Aktion.
2014 wurden bei Bauarbeiten Marmor-Fragmente der Forma Urbis Romae, eines antiken Stadtplans Roms aus dem 3. Jhd. n. Chr. gefunden.

## Beschreibung
Das imposante Bauwerk verfügt über drei Stockwerke. Barocke Elemente sind der ursprünglich dem 16. Jahrhundert entstammenden Struktur hinzugefügt. Das mächtige mit Halbsäulen begrenzte Portal in der Via della Pigna ist nach links versetzt, es zeigt über dem Türsturz einen Hundekopf mit Girlande. Bemerkenswert sind die Ädikulä an den Fenstern der drei Stockwerke, im Piano Nobile sind sie abwechselnd dreieckig und rund. Im zweiten Stock zeigen sie je einen Hirschkopf, das Wappentier der Maffei. Der Hirschkopf ist auch im Kranzgesims zu sehen. Der große Innenhof stammt aus dem 16. Jahrhundert. Seine Eingangsseite ist in fünf durch Pilaster akzentuierte Bogen gegliedert, die sich bis zum zweiten Stock fortsetzen. Die ursprüngliche Loggia im ersten Stock wurde nachträglich verschlossen, im zweiten Stock wurde im 18. Jahrhundert ein weiteres Stockwerk mit Fenstern und kleinen Balkonen eingezogen.

## Bilder

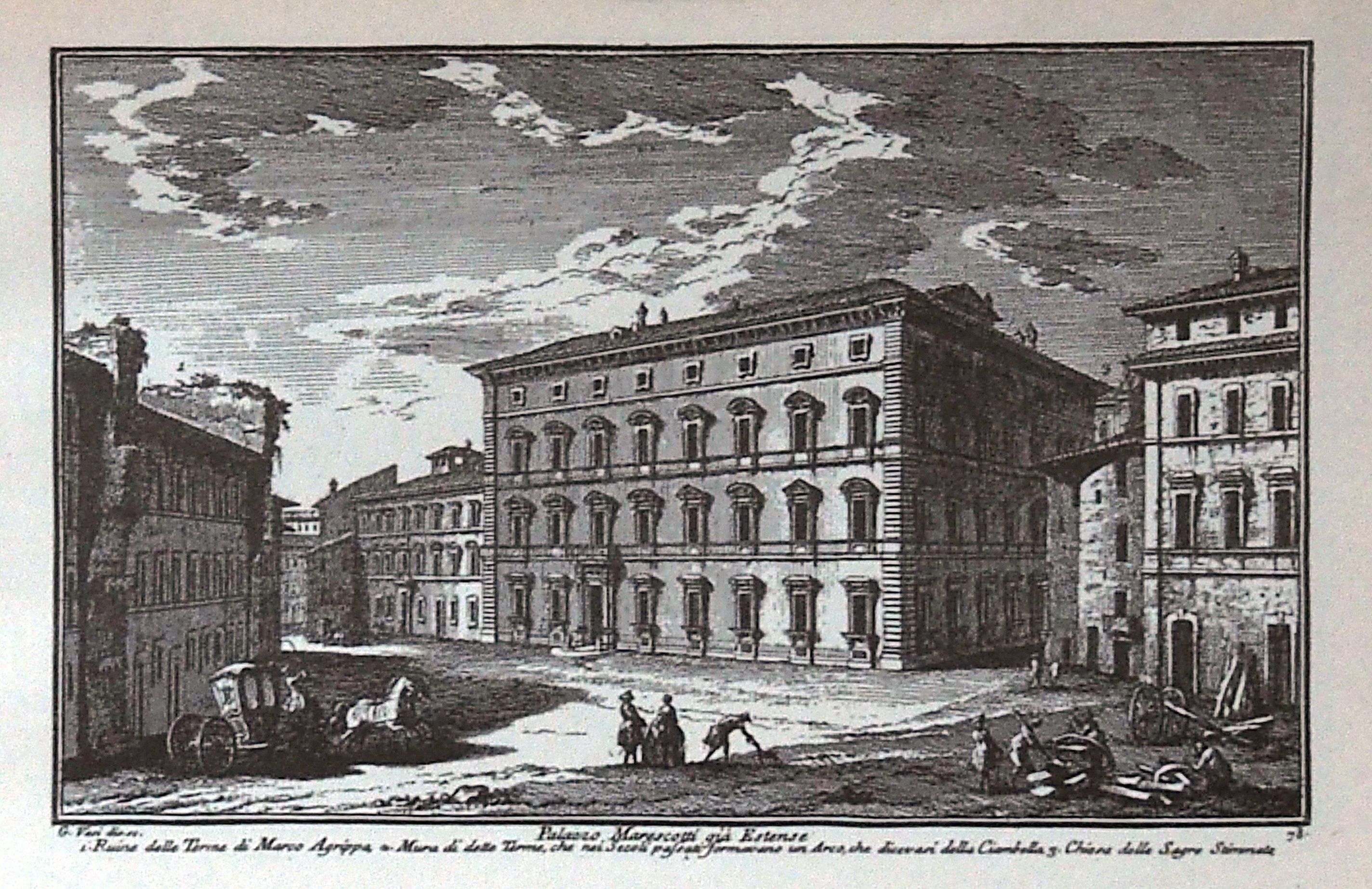
Stich von Giuseppe Vasi 1754
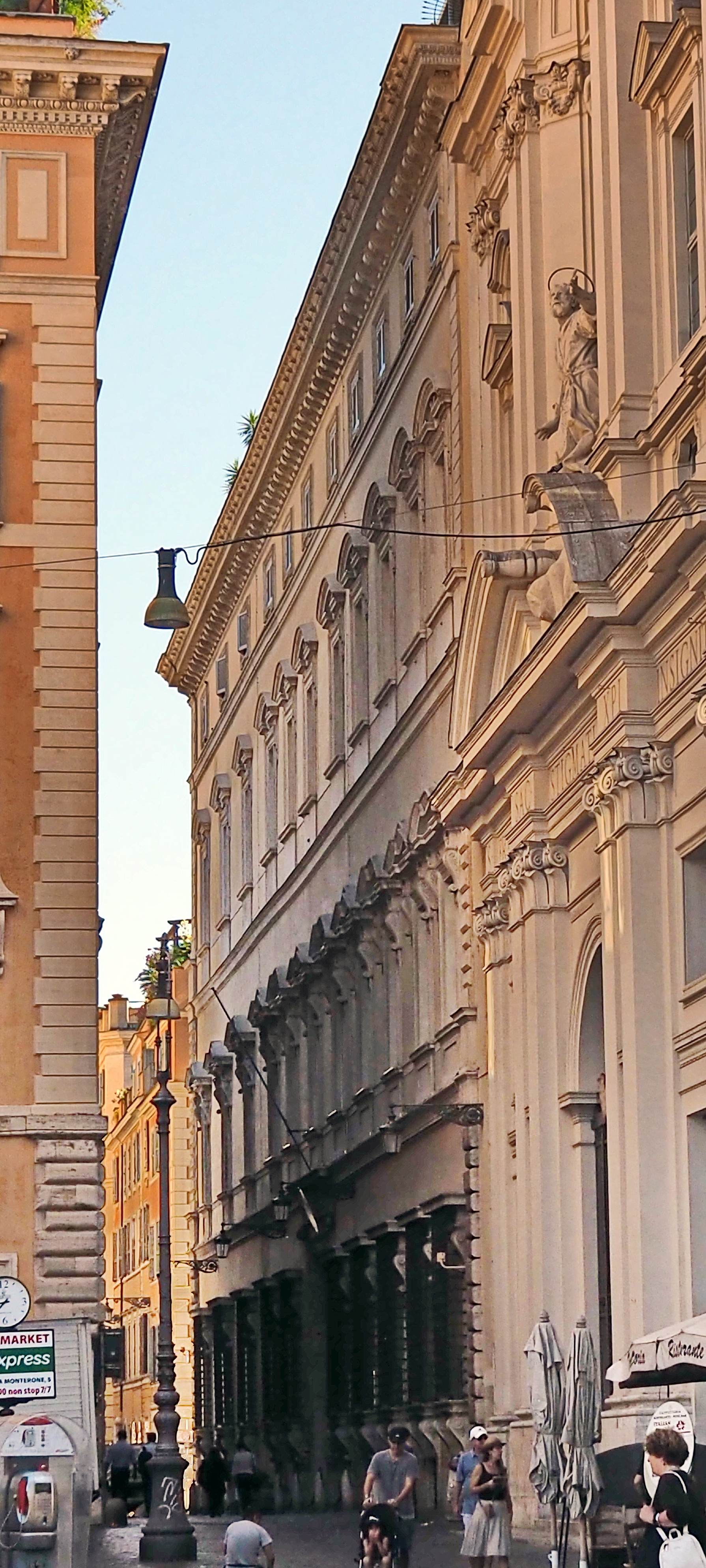
Fassade an der Via dei Cestari
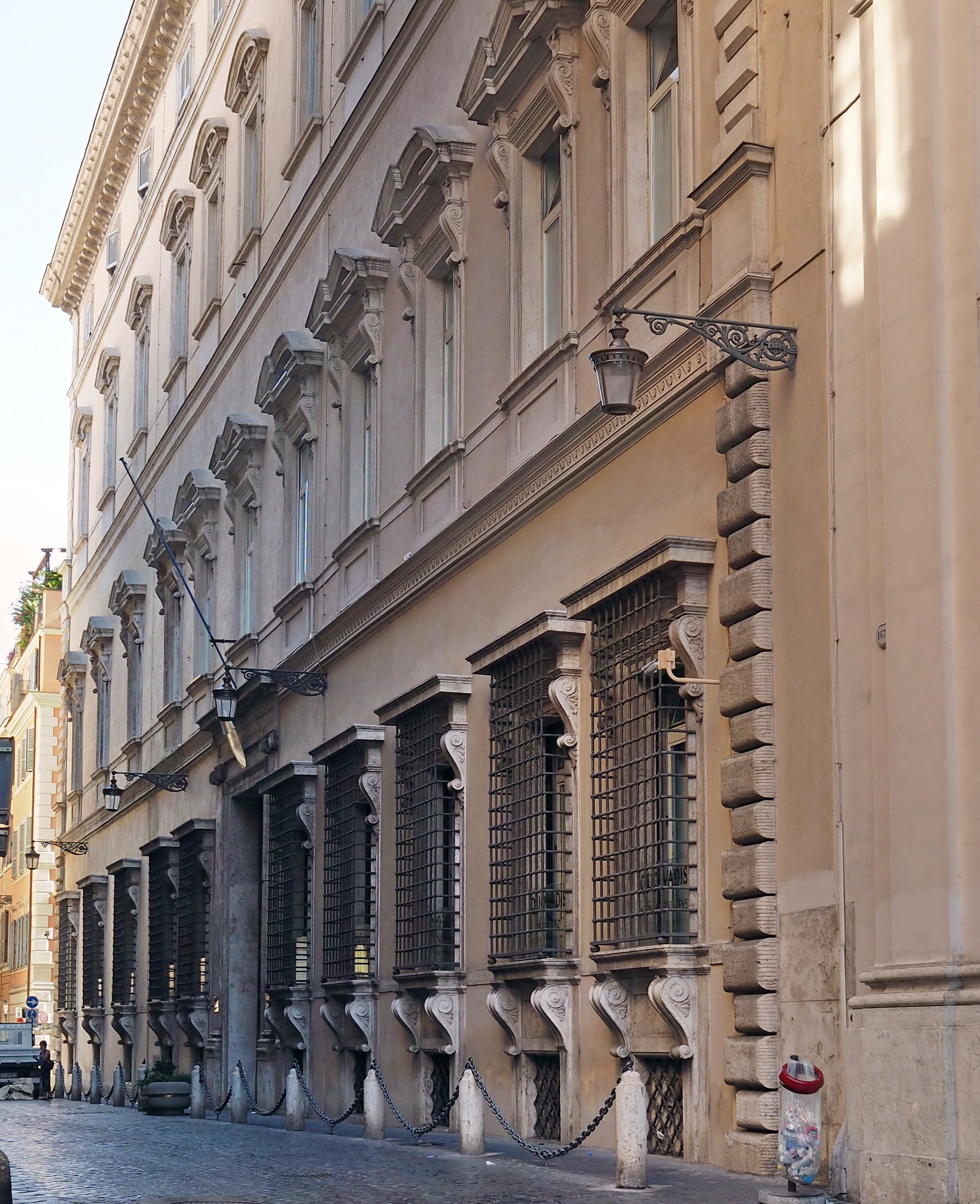
Fassade Via della Pigna
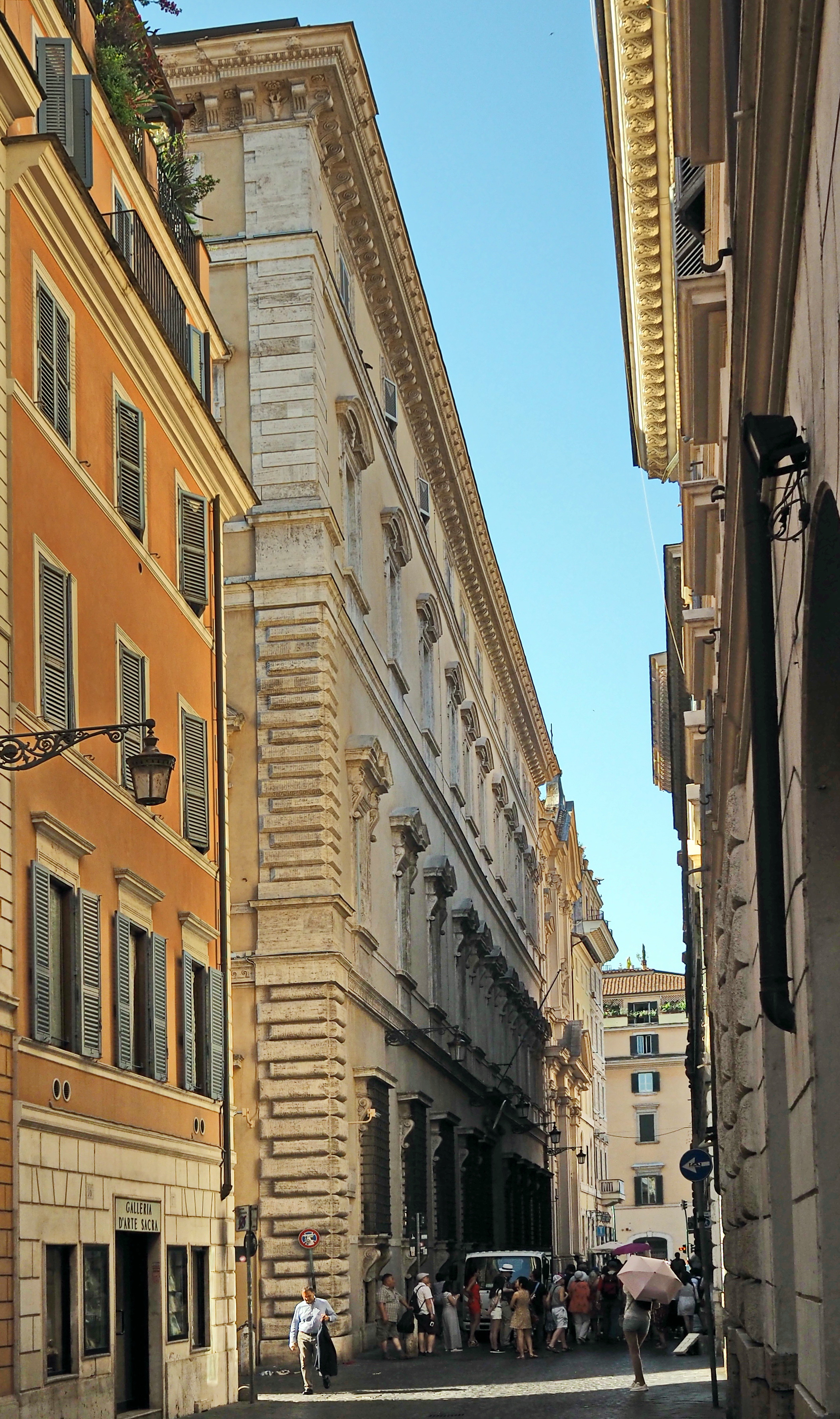
Fassade an der Via della Pigna
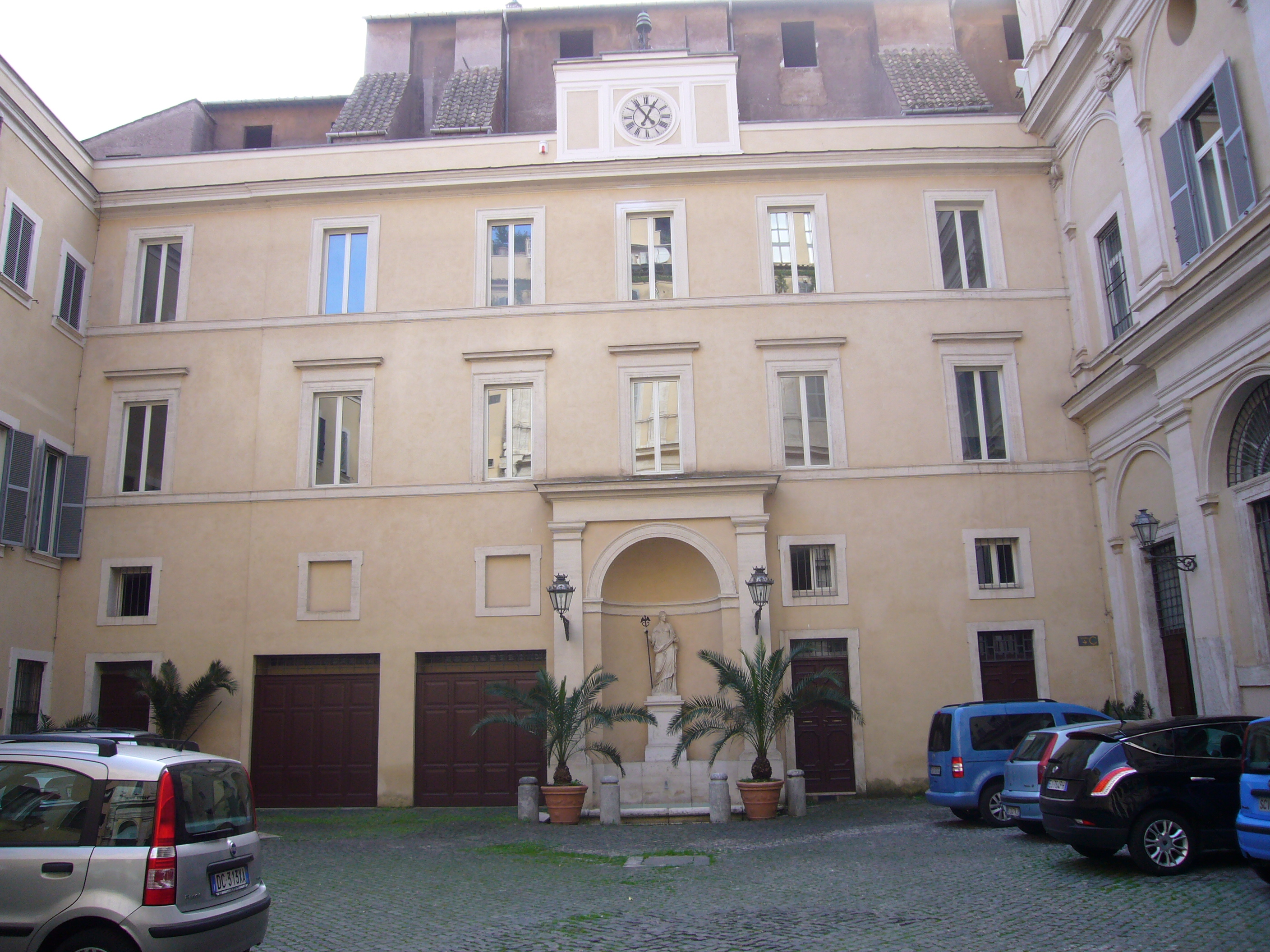
Innenhof mit Chiesa Rettoria Santissime Stimmate im Hintergrund
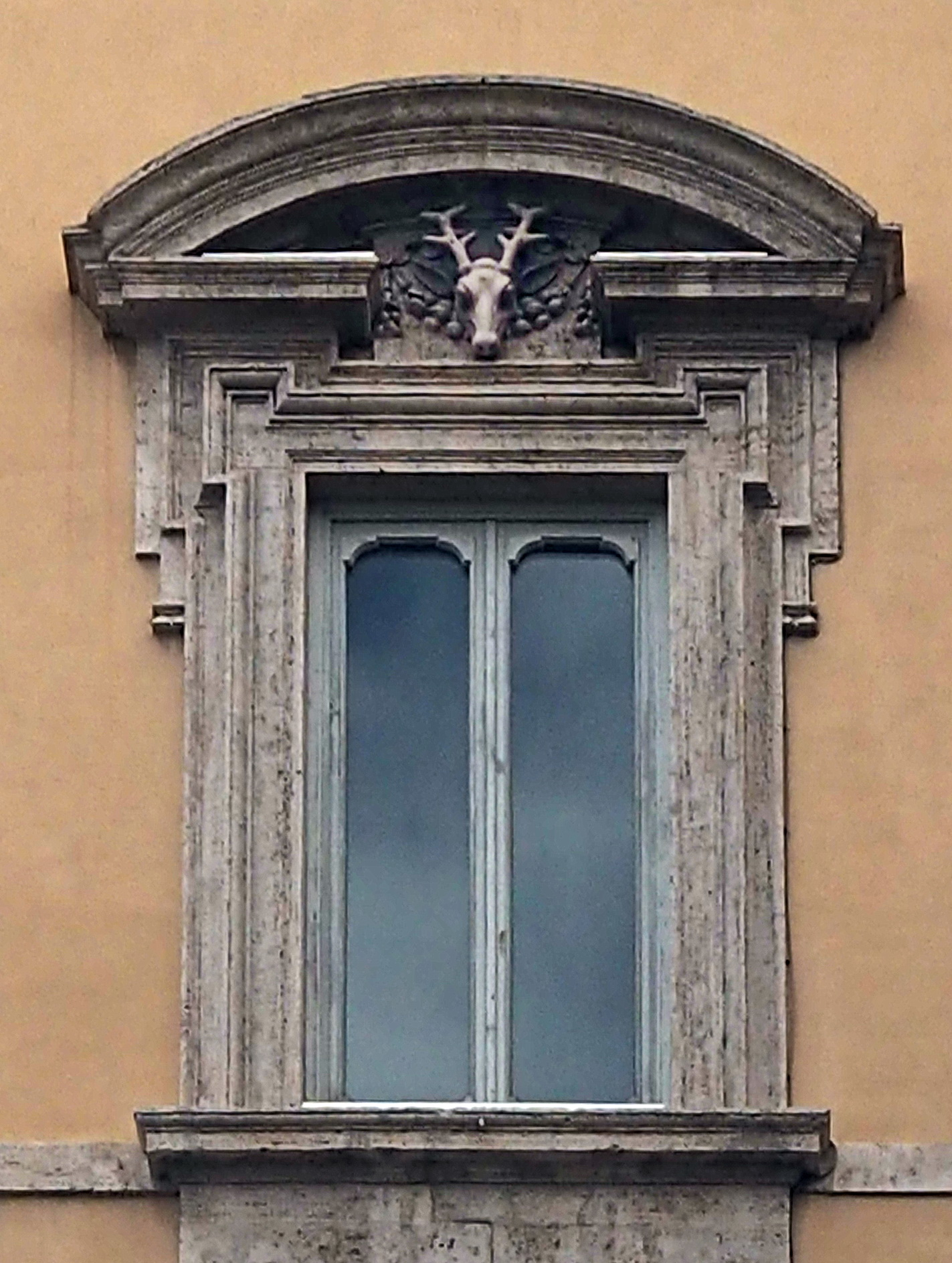
Fenster mit Hirschkopf
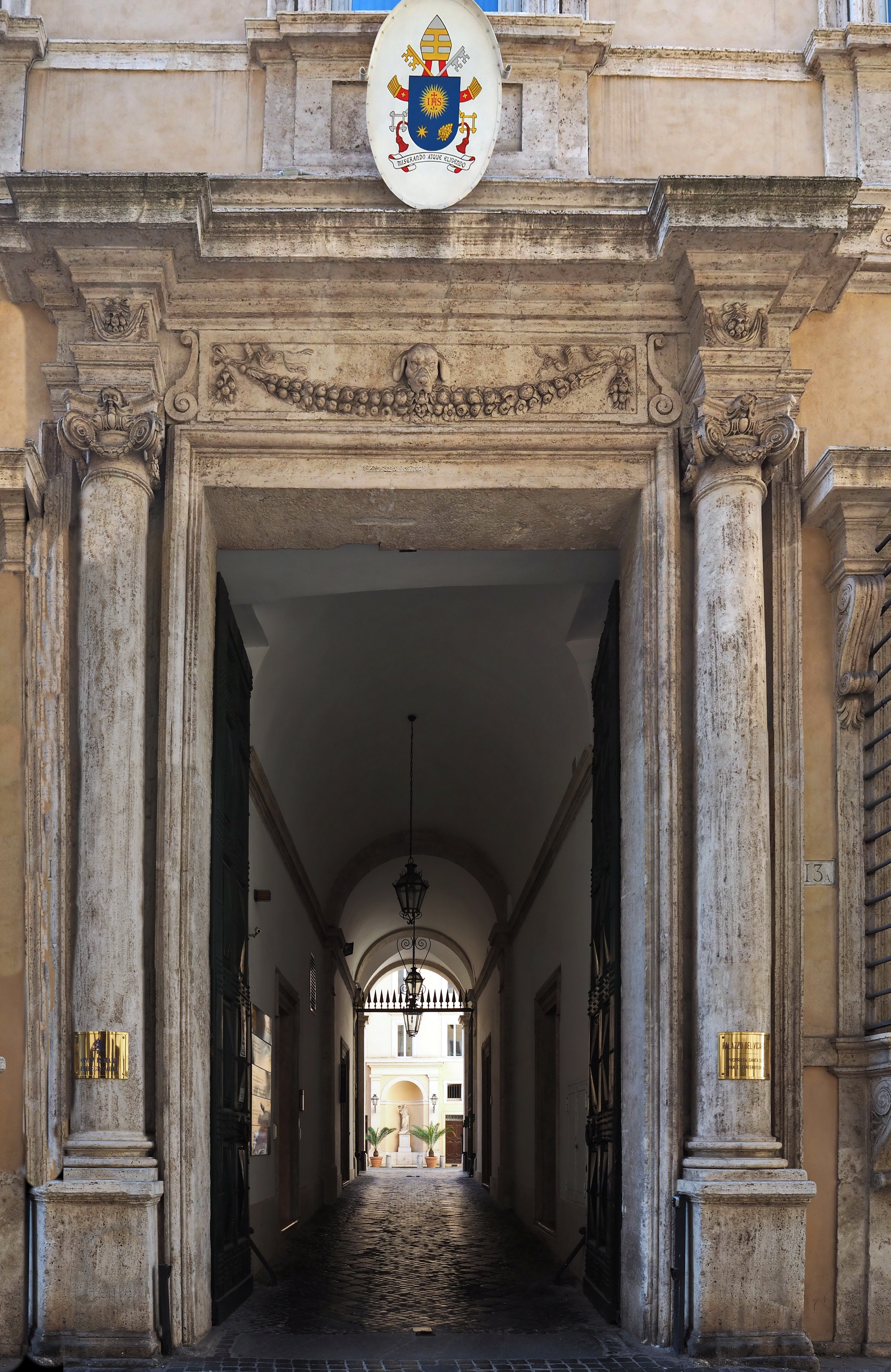
Portal in der Via della Pigna
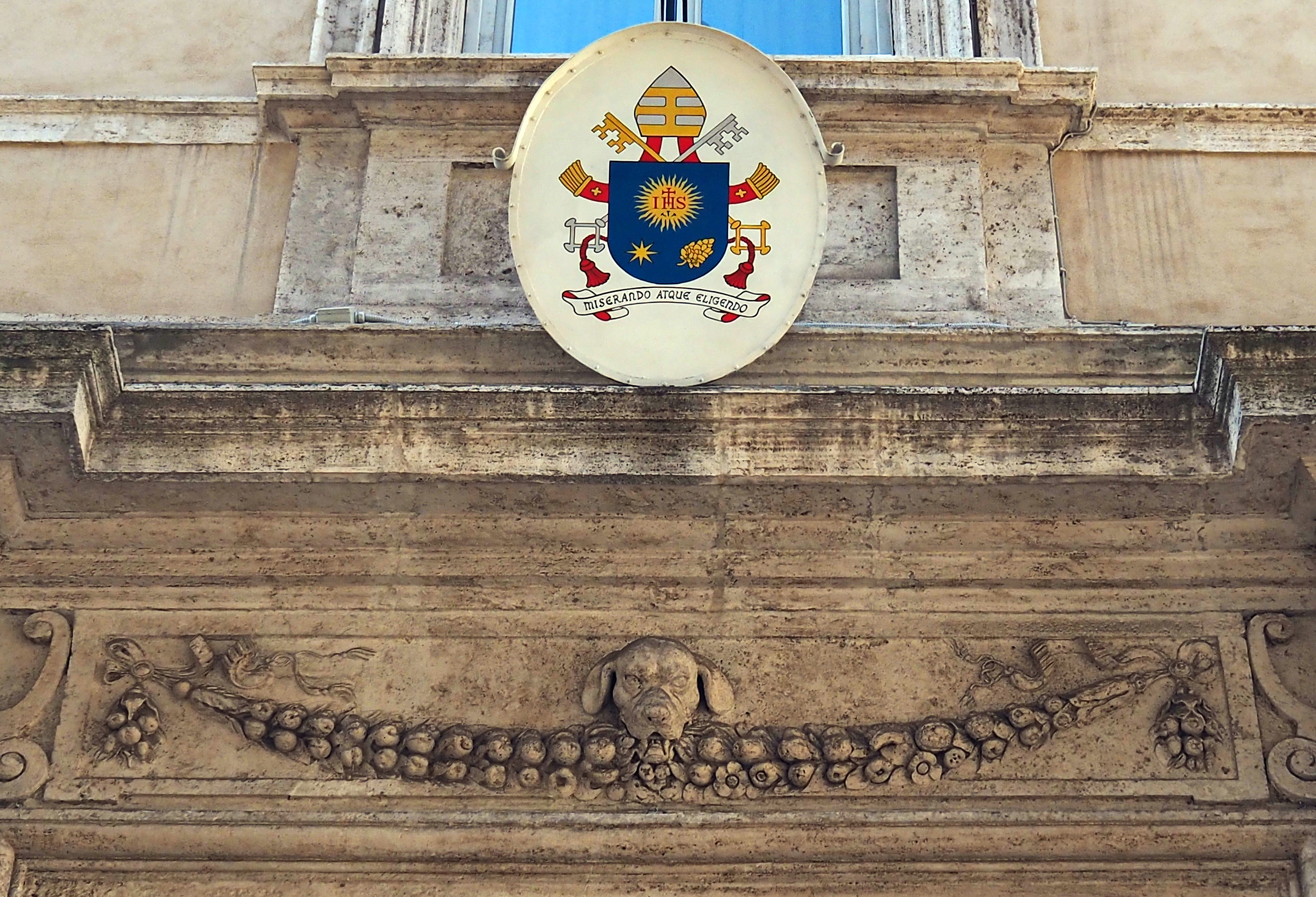
Portaldetail
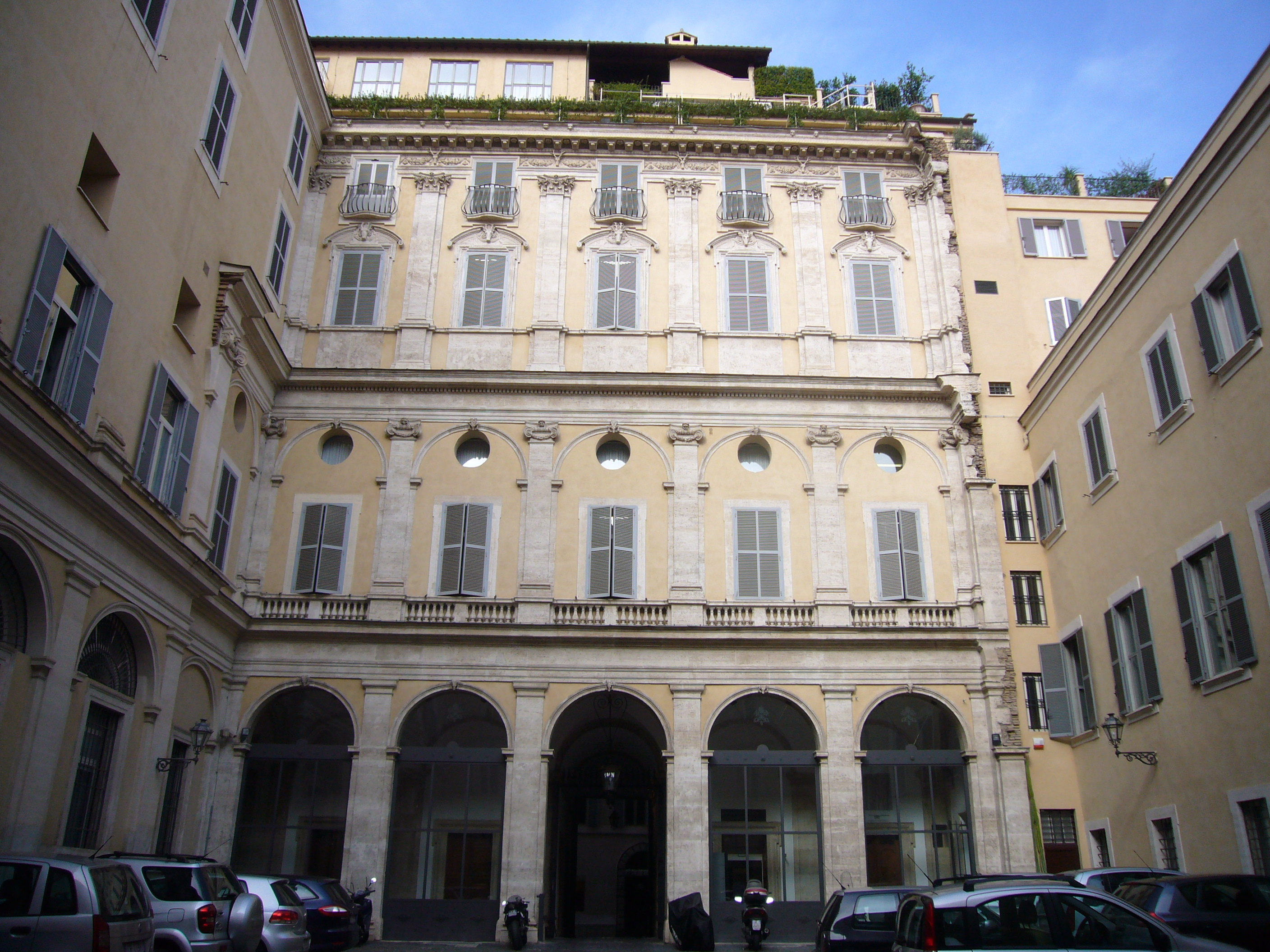
Arkaden-Innenhof
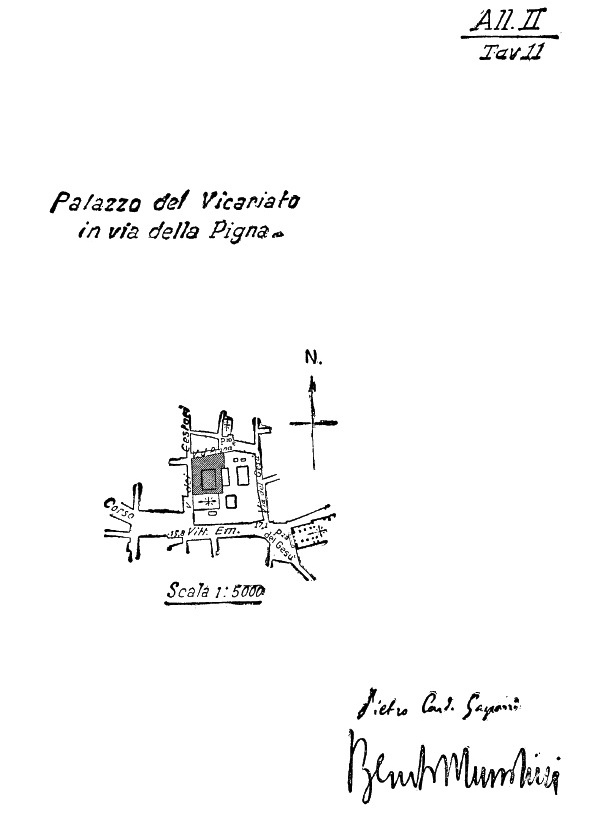
Planzeichnung in den Lateranverträgen
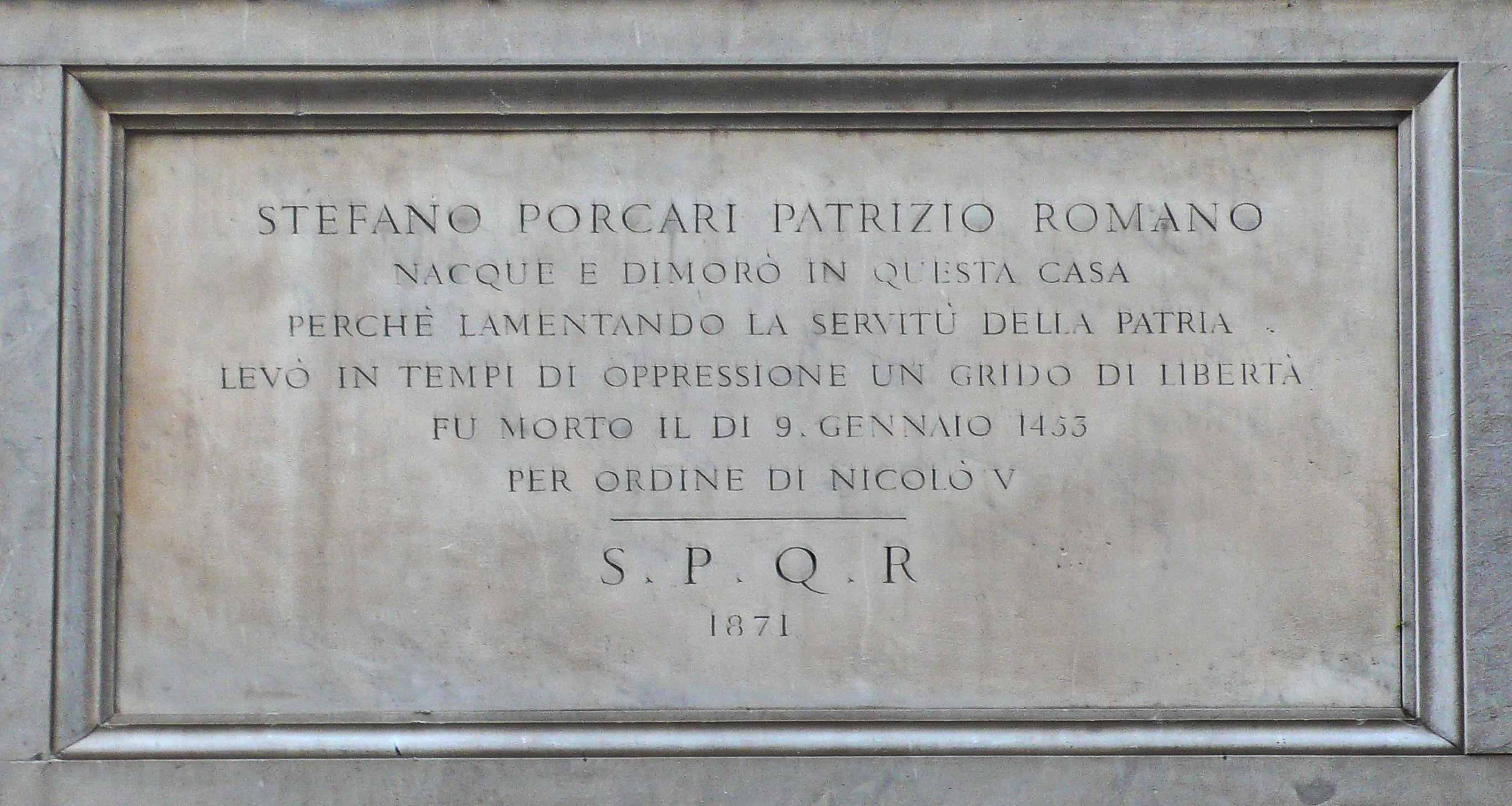
Gedenktafel für Stefano Porcari